# Ламеча Гірма
Ламеча Гірма (англ. Lamecha Girma, нар. 26 листопада 2000) — ефіопський легкоатлет, який спеціалізується у бігу на середні дистанції та стипль-чезі.

## Спортивні досягнення
Срібний олімпійський призер у бігу на 3000 метрів з перешкодами (2021).
Дворазовий срібний призер чемпіонатів світу в бігу на 3000 метрів з перешкодами (2019, 2022).
Срібний призер чемпіонату світу в приміщенні у бігу на 3000 метрів (2022).
Рекордсмен світу з бігу на 3000 метрів з перешкодами.
Рекордсмен світу в приміщенні з бігу на 3000 метрів (7.23,81; 2023).